# Ямайско манго
Ямайско манго или само манго (Anthracothorax mango), е вид птица от семейство Колиброви (Trochilidae).

## Разпространение
Видът е разпространен в Ямайка.